# WASP-10
WASP-10  — зоря спектрального класу K5 з видимою зоряною величиною у смузі V 12m.7, що розташована на відстані приблизно 293 світлових років від Землі у напрямку сузір'я Пегас. Її спостереження були заплановані в рамках проекту СуперWASP оскільки вона була попередньо відома як змінна зоря.  Можливо ця фотометрична змінність була обумовлена наявністю в її околицях нещодавно відкритої екзопланети, яка внаслідок проходження по видимому диску зорі частково зменшувала її блиск. 

## Планетарна система
У 2008р в ході проекту СуперWASP на орбіті навколо даної зорі було відкрито екзопланету WASP-10b.
| Планета (по порядку віддалення від зорі) | Маса               | Радіус         | Велика піввісь (а.о.) | Орбітальний період (діб)       | Нахил орбіти (°) | Ексцентриситет орбіти | Кіл-ть супутників |
| ---------------------------------------- | ------------------ | -------------- | --------------------- | ------------------------------ | ---------------- | --------------------- | ----------------- |
| WASP-10b                                 | 3.06+0.23 −0.21 MJ | 1.08 ± 0.02 RJ | 0.0371+0.0014 −0.0013 | 3.0927616+0.0000112 −0.0000182 | ?                | 0.057+0.011 −0.005    | ?                 |

## Див.також
- WASP-8
- WASP-10b
- WASP-11
- СуперWASP
- Перелік екзопланет